# سرهی کراوچنکو (بازیکن فوتبال، زاده ۱۹۸۳)
سرهی کراوچنکو (اوکراینی: Сергій Сергійович Кравченко؛ زادهٔ ۲۴ آوریل ۱۹۸۳) بازیکن فوتبال اهل اوکراین است.
از باشگاه‌هایی که در آن بازی کرده‌است می‌توان به باشگاه فوتبال دنیپرو، باشگاه فوتبال شاختار دونتسک، باشگاه فوتبال قره‌باغ، باشگاه فوتبال دینامو کی‌یف، و باشگاه فوتبال فورسکلا پولتاوا اشاره کرد.
وی همچنین در تیم ملی فوتبال اوکراین بازی کرده‌است.